# Taraxacum hamatiforme
Taraxacum hamatiforme — вид квіткових рослин з родини айстрових (Asteraceae). Вид зростає в Європі: Бельгія, Чехія, Данія, Фінляндія, Франція, Німеччина, Велика Британія, Ірландія, Нідерланди, Північноєвропейська Росія, Норвегія, Польща, Іспанія, Швеція; це багаторічна рослина помірних біомів.